# Diana Yakovleva
Diana Alekseïevna Yakovleva (Russe : Диана Алексеевна Яковлева), née le 13 avril 1988 à Moscou, URSS, est une escrimeuse russe qui pratique le fleuret au niveau international.
Après deux titres de championne d'Europe par équipes chez les juniors, Diana Yakovleva se révèle chez les seniors en 2013, en décrochant une médaille d'argent en individuel aux championnats d'Europe à Zagreb.

## Palmarès
- Championnats d'Europe d'escrime
  -  Médaille d'argent individuel en 2013 à Zagreb

- Coupe du monde d'escrime
  -  Médaille d'argent, World-Cup 2013 à Shanghai